# Guerra polaco-lituana
La guerra polaco-lituana (en la historiografía polaca, Conflicto polaco-lituano  ) fue una guerra no declarada entre la recién independizada Lituania y Polonia después de la Primera Guerra Mundial, que ocurrió principalmente, pero no solo, en Vilna y Suwałki. La guerra es vista de manera diferente por los respectivos bandos. Según los historiadores lituanos, fue parte de las Guerras de Independencia de Lituania y duró desde mayo de 1919 hasta el 29 de noviembre de 1920. Los historiadores polacos consideran que la guerra polaco-lituana ocurrió solo entre septiembre y octubre de 1920.[cita requerida] Desde la primavera de 1920, el conflicto también se convirtió en parte de la guerra polaco-soviética más amplia y fue moldeado en gran medida por su progreso. Fue objeto de mediación internacional en la Conferencia de Embajadores y la Sociedad de Naciones.
Después de la Primera Guerra Mundial, la situación militar y política en Lituania, el noreste de Polonia y el norte de Bielorrusia era caótica, ya que varios países, en particular Lituania, Polonia y la Rusia soviética, competían entre sí por el control de estas áreas. [lower-alpha 1] El conflicto polaco-lituano se centró en Vilna ( en polaco: Wilno ), que el Consejo lituano (Taryba) declaró la capital del estado lituano restaurado. En general, desde principios de 1919 hasta finales de 1920, Vilna cambiaría el gobierno [lower-alpha 2] hasta siete veces entre lituanos, polacos y bolcheviques. A pesar del antagonismo, los ejércitos lituano y polaco a veces cooperaron cuando lucharon contra un enemigo común, los bolcheviques. A medida que empeoraban las relaciones lituano-polacas, la Entente trazó dos líneas de demarcación con la esperanza de detener más hostilidades. Las líneas no agradaron a ninguno de los lados y fueron ignoradas. Con el fracaso del golpe polaco contra el gobierno lituano en agosto de 1919, el frente se estabilizó hasta el verano de 1920.
En julio de 1920, las fuerzas polacas se retiraron debido a los reveses en la guerra polaco-soviética y los lituanos siguieron a las tropas en retirada para asegurar sus tierras como se delineó en el Tratado de paz soviético-lituano. Sin embargo, el Ejército Rojo fue el primero en entrar en Vilnius. En agosto de 1920, Polonia ganó la batalla de Varsovia y obligó a los soviéticos a retirarse. El ejército polaco se encontró con la oposición lituana, defendiendo sus nuevas fronteras, que el gobierno polaco consideraba ilegítimas. Así, los polacos invadieron el territorio controlado por los lituanos durante la batalla del río Niemen. Bajo la presión de la Sociedad de Naciones, Polonia firmó el Acuerdo de Suwałki el 7 de octubre de 1920. El acuerdo dejó la región de Suwałki del lado polaco y trazó una nueva línea de demarcación incompleta, que dejó a Vilnius vulnerable a una maniobra de flanqueo.
El 8 de octubre de 1920, el general polaco Lucjan Żeligowski protagonizó un motín, secretamente planeado y autorizado por el jefe de Estado polaco Józef Piłsudski. Las fuerzas de Żeligowski marcharon sobre Vilna y la capturaron un día antes de que entrara en vigor formalmente el Acuerdo de Suwałki, pero los lituanos detuvieron su nueva ofensiva sobre Kaunas. Żeligowski proclamó la creación de la República de Lituania Central con capital en Vilnius. El 29 de noviembre de 1920 se firmó un alto el fuego. La República de Lituania Central se incorporó a Polonia como Voivodato de Wilno en 1922. La mediación prolongada de la Sociedad de Naciones no cambió la situación y el statu quo fue aceptado en 1923. En marzo de 1923, la Conferencia de Embajadores reconoció la línea del armisticio como una frontera de jure entre Polonia y Lituania, otorgando Vilnius a Polonia. Lituania no reconoció estos desarrollos, continuó reclamando a Vilnius como su capital constitucional y rompió todas las relaciones diplomáticas con Polonia que no fueron restauradas hasta el ultimátum polaco de marzo de 1938 a Lituania. Lituania ganó Vilnius solo después de veinte años, el 28 de octubre de 1939, luego del Tratado de Asistencia Mutua entre la Unión Soviética y Lituania.

## Fondo

### Desarrollos militares

El avance de los polacos (flechas azules), lituanos/alemanes (flechas de color púrpura oscuro) contra las fuerzas soviéticas a principios de 1919. La línea azul muestra el frente polaco en mayo de 1920.

La Primera Guerra Mundial terminó el 11 de noviembre de 1918, cuando Alemania firmó el Armisticio de Compiègne. El 13 de noviembre, la Rusia soviética renunció al Tratado de Brest-Litovsk y comenzó la ofensiva soviética hacia el oeste de 1918-1919. Los bolcheviques siguieron a las tropas alemanas en retirada y atacaron Lituania y Polonia desde el este tratando de evitar su independencia. Intentaron difundir la revolución proletaria mundial, establecer repúblicas soviéticas en la región y unirse a las revoluciones alemana y húngara. La ofensiva soviética provocó una serie de guerras locales, incluyendo la guerra polaco-soviética y la guerra lituano-soviética.
A finales de 1918, existían en Vilnius cuatro grupos de autoridades: el gobierno alemán de ocupación de Ober Ost, que se preparaba para abandonar la ciudad; el gobierno lituano bajo Augustinas Voldemaras ; el Comité Polaco y el Consejo Nacional Temporal Polaco para Lituania apoyados por unidades armadas de Autodefensa de Lituania y Bielorrusia ; y el soviet bolchevique de Vilna de Diputados Obreros a la espera del Ejército Rojo. Las fuerzas alemanas en la ciudad se negaron a armar a las unidades paramilitares polacas que pretendían defender Vilnius contra el Ejército Rojo. La Autodefensa polaca llamó al ejército polaco en busca de ayuda, pero el comando Ober Ost no le permitió el paso libre. Todos los miembros de la Autodefensa se alistaron formalmente en el Ejército Polaco el 29 de noviembre de 1918. El 2 de enero de 1919, los polacos tomaron Vilnius del Ejército Imperial Alemán en retirada y la lucha con el Soviet de Trabajadores Bolcheviques de la ciudad (capturando alrededor de 1.000 armas ). No obstante, los últimos soldados alemanes abandonaron la ciudad recién el 4 de enero. El gobierno lituano no logró formar un ejército para defender Vilnius. Tanto el liderazgo político polaco como el lituano se dieron cuenta de su incapacidad para resistir a las fuerzas bolcheviques invasoras. Así, el 2 de enero, el Consejo de Lituania evacuó de Vilnius a Kaunas. Después de algunos combates, las fuerzas polacas locales perdieron Vilnius ante los bolcheviques el 5 de enero.
Al principio, los soviéticos tuvieron éxito, pero se detuvieron en febrero de 1919. En marzo-abril, tanto lituanos como polacos comenzaron sus ofensivas contra los soviéticos. Los tres ejércitos se encontraron en la región de Vilnius. Las relaciones polaco-lituanas en ese momento no fueron inmediatamente hostiles, pero empeoraron cuando cada lado se negó a comprometerse.[cita requerida] El 19 de abril de 1919, el ejército polaco capturó Vilnius. El 22 de abril de 1919, Józef Piłsudski emitió la Proclamación a los habitantes del antiguo Gran Ducado de Lituania, en la que anunciaba que el destino de la región se decidiría democráticamente. También estableció la Administración Civil de las Tierras del Este, encabezada por pl.
Al principio, tanto polacos como lituanos cooperaron contra los soviéticos, pero pronto la cooperación dio paso a una creciente hostilidad. Lituania reclamó la neutralidad en la guerra polaco-soviética. A medida que el ejército polaco se adentraba más en Lituania, los primeros enfrentamientos entre soldados polacos y lituanos ocurrieron el 26 de abril y el 8 de mayo de 1919, cerca de Vievis. Aunque no hubo un estado de guerra formal y hubo pocas bajas, en julio los periódicos informaron de crecientes enfrentamientos entre polacos y lituanos, principalmente alrededor de las ciudades de Merkinė y Širvintos. Las negociaciones directas en Kaunas entre el 28 de mayo y el 11 de junio de 1919 colapsaron ya que ninguna de las partes acordó un compromiso. Lituania trató de evitar un conflicto militar directo y presentó su caso a la mediación de la Conferencia de Embajadores.

### Acontecimientos diplomáticos
Según el artículo 87 del Tratado de Versalles, las principales potencias aliadas se reservaron el derecho de determinar la frontera oriental de Polonia. Debido a las tensiones polaco-lituanas, las potencias aliadas retuvieron el reconocimiento diplomático de Lituania hasta 1922. Polonia no reconoció la independencia de Lituania ya que el líder polaco Józef Piłsudski esperaba revivir la antigua Commonwealth polaco-lituana (ver la federación Międzymorze ) e hizo campaña por algún tipo de unión polaco-lituana en la Conferencia de Paz de París. El opositor Endecja deseaba la anexión de Lituania a Polonia, con la concesión de autonomía a los lituanos. Polonia tampoco tenía la intención de hacer concesiones territoriales y justificó sus acciones no solo como parte de una campaña militar contra los soviéticos sino también como el derecho a la autodeterminación de los polacos locales. Según el censo ruso de 1897, la ciudad en disputa de Vilnius tenía un desglose étnico de 30% polacos, 40% judíos y 2% lituanos; sin embargo, el porcentaje de lituanos era mayor en el campo circundante. Según el censo alemán de 1916, los polacos eran los más numerosos entre todas las nacionalidades locales y constituían el 53 %  o el 53,67 % de la población de la ciudad, el 50 % en toda la región censal de Vilnius y la gran mayoría en el distrito censal de Vilnius. Los lituanos reclamaron Vilnius como su capital histórica y rechazaron cualquier federación con Polonia, deseando un estado lituano independiente. Consideraron el federalismo polaco como una recreación del dominio cultural y político polaco. El gobierno lituano en Kaunas, designado como capital temporal, vio la presencia polaca en Vilnius como una ocupación. Además de la región de Vilnius, también se disputó la región de Suwałki. Tenía una población mixta polaca y lituana.
En ese momento, las situaciones internacionales de Polonia y Lituania recién independizadas eran desiguales. A Polonia, mucho más grande en territorio y población, se le dedicó el punto número 13 en los Catorce puntos de Woodrow Wilson. Fue reconocido por todas las naciones de la Entente, invitado oficialmente a la Conferencia de Paz de París, y se convirtió en uno de los miembros fundadores de la Sociedad de Naciones. Polonia también disfrutó de una estrecha alianza con Francia. Lituania no recibió reconocimiento internacional (fue reconocida por primera vez de jure en julio de 1920 por la Rusia soviética ) ya que la Entente esperaba revivir el Imperio ruso dentro de su antiguo territorio, que incluía a Lituania. La delegación lituana también estuvo presente en la Conferencia de Paz de París, donde su líder Augustinas Voldemaras se centró en recibir el reconocimiento de la Lituania independiente y sus fronteras. Voldemaras exigió 125.000 kilómetros cuadrados para Lituania, no solo con Vilnius sino también con Suwałki y Białystok. También acusó a Polonia de ser particionista y describió a Polonia como un estado antisemita que era una amenaza para los judíos lituanos. Por otro lado, Voldemaras luchó contra la propaganda negativa de que el Consejo de Lituania era un títere alemán, que los lituanos albergaban actitudes pro-bolcheviques, o que Lituania era demasiado pequeña y débil para sobrevivir sin una unión con Polonia.

## Mayo-septiembre de 1919: aumento de las tensiones

### Líneas de demarcación

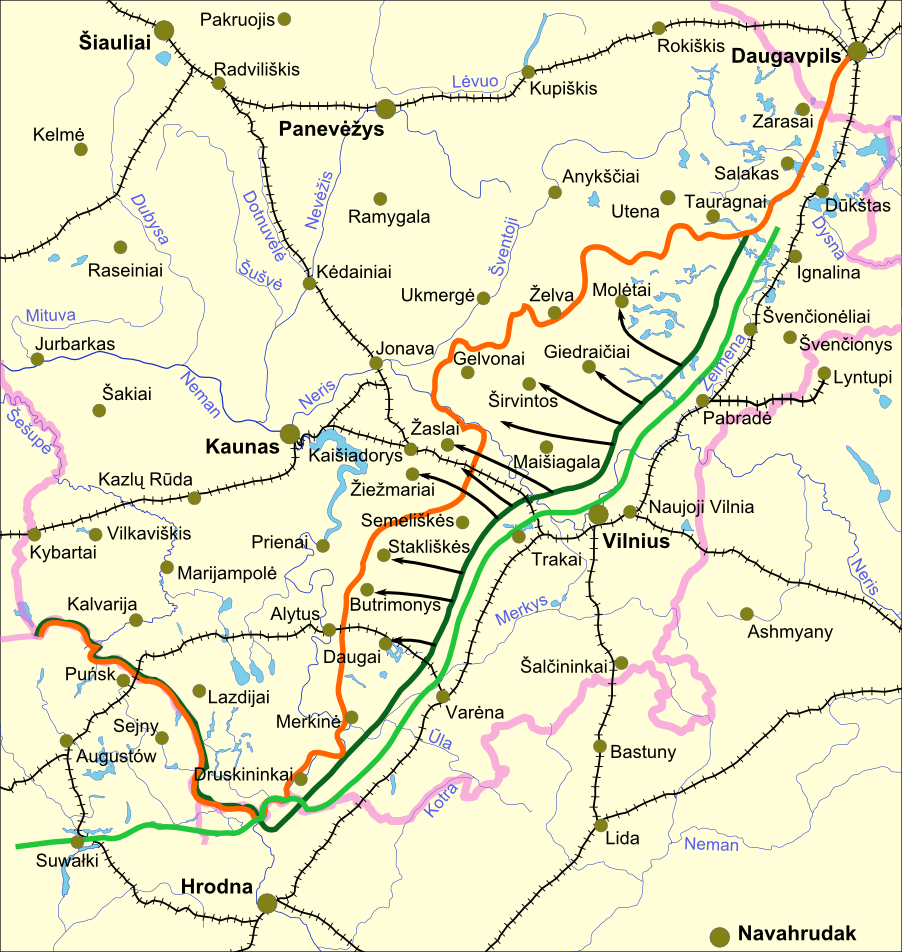
Mapa de las líneas de demarcación del 18 de junio (verde claro) y el 26 de julio (verde oscuro) entre Polonia y Lituania. Polonia ignoró ambas líneas y siguió avanzando hasta la línea naranja. Los ferrocarriles están marcados con líneas negras cosidas.

La Conferencia de Embajadores trazó la primera línea de demarcación el 18 de junio de 1919. La línea, trazada unos 5 km (3,1 mi) oeste del Ferrocarril Varsovia-San Petersburgo, se basó en la situación militar sobre el terreno más que en la composición étnica. Ni los polacos ni los lituanos estaban contentos con la línea. El Ministerio de Relaciones Exteriores de Polonia rechazó la línea porque requeriría que las fuerzas polacas se retiraran hasta 35 km (21,7 mi). Los lituanos protestaron dejando Vilnius y Grodno bajo control polaco. Mientras los voluntarios alemanes partían de Lituania y las fuerzas lituanas estaban ocupadas con las batallas contra los soviéticos en el norte de Lituania, Polonia montó una ofensiva el 100 km (62,1 mi) frente ancho en movimiento más adentro del territorio lituano.
El 18 de julio, Ferdinand Foch propuso la segunda línea de demarcación, conocida como Línea Foch. Fue aprobado por la Entente el 26 de julio. Los lituanos fueron informados sobre la nueva línea hasta el 3 de agosto. Se realizaron dos modificaciones importantes favorables a los polacos: la región de Suwałki se asignó a Polonia y toda la línea se trasladó unos 7 km (4,3 mi) oeste. Una vez más, tanto polacos como lituanos protestaron por la línea, ya que les obligaría a retirar sus ejércitos de las regiones de Vilnius y Suwałki, respectivamente. La administración alemana, que aún no se había retirado de la región de Suwałki, también se opuso a la Línea Foch. La nueva línea no detuvo inmediatamente las hostilidades. Después de un par de ataques polacos el 29 de julio y el 2 de agosto, el frente se estabilizó.

### Levantamiento de Sejny
Los lituanos obedecieron la Línea Foch y se retiraron de Suwałki el 7 de agosto de 1919. Sin embargo, se detuvieron en Sejny étnicamente mixto y formaron una línea en el río Czarna Hańcza - Lago Wigry. Mostraron su intención de quedarse allí de forma permanente, lo que causó preocupación entre los polacos locales. El 12 de agosto organizaron una manifestación de unas 100 personas exigiendo la incorporación a Polonia. La rama Sejny de la Organización Militar Polaca (PMO) comenzó a prepararse para un levantamiento, programado para la noche del 22 al 23 de agosto de 1919. Entre 900 y 1200 partisanos se unieron a las fuerzas de la PMO. El 23 de agosto, los polacos capturaron Sejny y atacaron Lazdijai y Kapčiamiestis, ciudades del lado lituano de la Línea Foch. Los insurgentes planearon marchar hasta Simnas. Los lituanos recuperaron Sejny el 25 de agosto durante unas horas. El 26 de agosto, las fuerzas regulares polacas – el pl – se unió a los voluntarios de la PMO. El 5 de septiembre, los lituanos acordaron retirarse detrás de la Línea Foch el 7 de septiembre. Polonia aseguró Sejny y reprimió la vida cultural lituana: el Sejny Priest Seminary fue expulsado, las escuelas lituanas y las organizaciones culturales cerraron. Después del levantamiento, la desconfianza hacia los polacos llevó a la inteligencia lituana a intensificar sus investigaciones sobre las actividades polacas en Lituania. Esto ayudó a detectar y prevenir un golpe de Estado planeado en Kaunas para derrocar al gobierno de Lituania.

### Intento de golpe polaco
En algún momento a mediados de julio de 1919, las fuerzas de la OMP en Vilnius comenzaron a planear un golpe para reemplazar al gobierno lituano con un gabinete pro-polaco, que aceptaría una unión con Polonia (la federación Międzymorze propuesta). El líder polaco Józef Piłsudski creía que había suficientes simpatizantes polacos en Lituania para llevar a cabo el golpe. El 3 de agosto, una misión diplomática polaca, encabezada por Leon Wasilewski, en Kaunas tenía un doble propósito: proponer un plebiscito en los territorios en disputa y evaluar la preparación para el golpe. El 6 de agosto, el gobierno lituano rechazó la propuesta del plebiscito, afirmando que los territorios en disputa constituyen la Lituania etnográfica. PMO planeó capturar y mantener Kaunas durante unas pocas horas hasta la llegada de las tropas regulares polacas, situadas a sólo unos este de la ciudad. El golpe sería retratado como una iniciativa de la población local para "liberar a Lituania de la influencia alemana" mientras denunciaba cualquier participación del gobierno polaco. Los periódicos polacos realizaron una campaña de propaganda afirmando que el Consejo de Lituania era simplemente un títere alemán. El golpe se programó inicialmente para la noche del 27 al 28 de agosto, pero se pospuso hasta el 1 de septiembre. La inteligencia lituana descubrió el golpe, pero no tenía una lista de los miembros de la PMO. Las autoridades lituanas iniciaron detenciones masivas de unos 200 activistas polacos, incluidos algunos oficiales del ejército lituano. Kaunas fue declarada en estado de sitio. La prensa polaca vio arrestos masivos de activistas polacos "a quienes no se les puede atribuir ningún cargo más que el de ser polacos" como prueba de las políticas antipolacas sistemáticas del gobierno lituano dominado por los alemanes. PMO se vio poco afectada por los arrestos y programó otro intento de golpe para fines de septiembre. Sin embargo, los lituanos obtuvieron una lista completa de miembros de la PMO y liquidaron la organización en Lituania.

## Septiembre de 1919 - junio de 1920: incidentes menores
Después del fracaso del golpe en Kaunas, hubo numerosos pequeños incidentes fronterizos. El 19 de septiembre de 1919, las tropas polacas atacaron Gelvonai e invadieron Ukmergė. En varias ocasiones estallaron peleas con respecto a un puente estratégicamente importante sobre el río Šventoji cerca de Vepriai. En octubre, cuando se desplegaron las principales fuerzas lituanas contra los bermontianos en el noroeste de Lituania, los ataques se intensificaron. Los polacos capturaron Salakas el 5 de octubre y atacaron Kapčiamiestis el 12 de octubre. El frente se estabilizó, pero el hostigamiento de los guardias fronterizos y los aldeanos continuó a finales de 1919 y principios de 1920. En marzo de 1920, los polacos atacaron las estaciones de ferrocarril de Kalkūni y Turmantas. La situación fue investigada por observadores británicos y franceses e informada a la Entente. La situación mejoró un poco solo a fines de la primavera de 1920, cuando la mayoría de las tropas polacas se desplegaron en Ucrania durante la guerra polaco-soviética.
En ese momento, Lituania se enfrentaba a una grave crisis presupuestaria: en 1919, sus ingresos fueron de 72 millones, mientras que los gastos alcanzaron los 190 millones de marcos alemanes. Mientras el gobierno luchaba por obtener asistencia financiera y préstamos, los profundos recortes afectaron al ejército. En lugar de aumentar sus fuerzas armadas a 40.000 hombres, Lituania se vio obligada a reducirlas a unos 25.000.

## Julio de 1920: avance soviético y retirada polaca

Avance de las fuerzas soviéticas (flechas rojas) contra las tropas polacas en junio-agosto de 1920

El 25 de abril de 1920, el ejército polaco y los restos del Ejército Popular de Ucrania al mando de Petliura lanzaron la Ofensiva de Kiev a gran escala tras el tratado de alianza. Inicialmente exitoso, el ejército polaco comenzó a retirarse después de los contraataques rusos a principios de junio de 1920. Pronto, las fuerzas soviéticas comenzaron a amenazar la independencia de Polonia cuando llegaban y cruzaban las fronteras polacas. El 9 de julio, el primer ministro polaco, Władysław Grabski, solicitó a las potencias aliadas en la Conferencia de Spa asistencia militar en la guerra con los soviéticos. La conferencia propuso que las fuerzas polacas se retiraran detrás de la Línea Curzon, las fuerzas soviéticas detendrían 50 km (31,1 mi) al este de la línea, las fuerzas lituanas tomarían el control de Vilnius y todas las demás disputas se resolverían mediante negociaciones en Londres. Grabski se opuso a la transferencia de Vilnius, pero bajo la presión del primer ministro británico Lloyd George, accedió a la resolución el 10 de julio.
Al mismo tiempo, los soviéticos y los lituanos negociaron el Tratado de Paz entre la Unión Soviética y Lituania, que se firmó el 12 de julio de 1920. Rusia reconoció la independencia de Lituania y retiró cualquier reclamo territorial. El tratado trazó la frontera oriental de Lituania, que los lituanos continuaron reclamando como su frontera estatal de jure hasta la Segunda Guerra Mundial. La región de Vilnius, que incluye Braslaw (Breslauja), Hrodna (Gardinas), Lida (Lyda) y Vilnius, fue reconocida a Lituania. El 6 de agosto, después de largas y acaloradas negociaciones, Lituania y la Rusia soviética firmaron una convención sobre la retirada de las tropas rusas del territorio lituano reconocido. Sin embargo, las tropas comenzaron a retirarse solo después de que el Ejército Rojo sufriera una dura derrota en Polonia.

### Cambios territoriales
Las fuerzas bolcheviques llegaron al territorio lituano el 7 de julio de 1920 y continuaron empujando a las tropas polacas. El ejército lituano se trasladó a territorios seguros abandonados por las fuerzas polacas en retirada, llegando a Turmantas el 7 de julio, Tauragnai y Alanta el 9 de julio, Širvintos y Musninkai el 10 de julio, Kernavė, Molėtai y Giedraičiai el 11 de julio, Maišiagala y Pabradė el 13 de julio. El 13 de julio, el comando polaco decidió transferir Vilnius a los lituanos siguiendo la resolución de la conferencia de Spa. Los lituanos se mudaron, pero sus trenes fueron detenidos por soldados polacos cerca de Kazimieriškės. Este retraso significó que los bolcheviques fueran los primeros en entrar en Vilnius el 14 de julio. Cuando las primeras tropas lituanas entraron en la ciudad el 15 de julio, los soviéticos ya la habían asegurado. Polonia buscó tener rusos en la ciudad, ya que crearía muchas menos complicaciones cuando el ejército polaco contraatacara. A pesar del Tratado de Paz, los soviéticos no tenían la intención de transferir la ciudad a los lituanos. De hecho, hubo indicios de que los soviéticos planearon un golpe contra el gobierno lituano con la esperanza de restablecer la RSS de Lituania.
A pesar del revés en Vilnius, los lituanos continuaron asegurando territorios en la región de Suwałki. Tomaron Druskininkai el 17 de julio, Vištytis, Punsk, Giby y Sejny el 19 de julio, Suwałki el 29 de julio, Augustów el 8 de agosto. Las unidades polacas, temerosas de ser rodeadas y aisladas de las principales fuerzas polacas fuerzas, se retiraron hacia Łomża.

### neutralidad lituana
Polonia afirmó que Lituania violó su reclamo de neutralidad en la guerra polaco-soviética y, de hecho, se convirtió en un aliado soviético. Una cláusula secreta del Tratado de Paz soviético-lituano permitía a las fuerzas soviéticas moverse sin restricciones dentro del territorio lituano reconocido por los soviéticos durante las hostilidades soviéticas con Polonia. Esta cláusula era de carácter práctico: las tropas soviéticas ya ocupaban gran parte del territorio asignado y no podían retirarse mientras continuaran las hostilidades con Polonia. Los lituanos tampoco pudieron resistir a las tropas soviéticas. Por ejemplo, cuando los lituanos rechazaron el permiso para usar una carretera, los soviéticos ignoraron las protestas de los lituanos y transportaron sus tropas y equipos a pesar de todo. Al mismo tiempo, los soldados polacos fueron desarmados e internados. El grupo más grande, una brigada al mando del coronel Pasławski, fue internado el 18 de julio de 1920, cerca de Kruonis. El 10 de agosto, los lituanos retuvieron a 103 oficiales polacos y 3520 soldados rasos. Polonia también afirmó que las tropas lituanas participaron activamente en las operaciones militares del Ejército Rojo. Este cargo, basado en memorias de funcionarios soviéticos, carece de pruebas. Polonia interpretó que más enfrentamientos militares entre tropas polacas y lituanas en la región de Suwałki mostraban que "el gobierno lituano se ha convertido en un instrumento del gobierno soviético". Lituania respondió que estaba defendiendo sus fronteras.

## Agosto-octubre de 1920: luchas por la región de Suwałki

### Avance polaco y retirada soviética

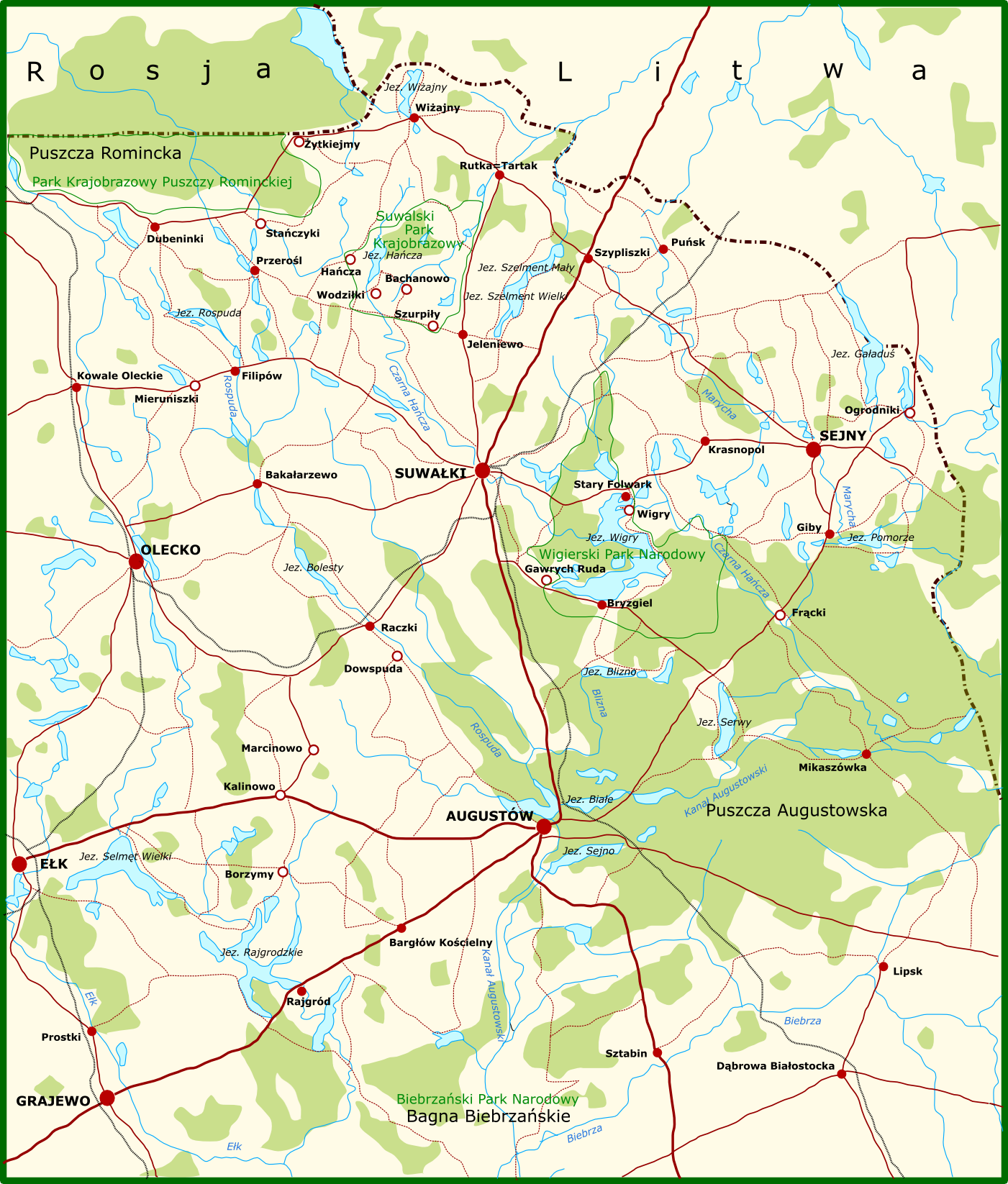
Mapa de la región de Suwałki. Sus numerosos bosques y lagos complicaron las acciones militares.

Los rusos sufrieron una gran derrota en la Batalla de Varsovia a mediados de agosto de 1920 y comenzaron a retirarse. Entregaron Vilnius a los lituanos el 26 de agosto. Los lituanos se apresuraron a hacer preparativos para asegurar la frontera, según lo determinado por el Tratado de paz soviético-lituano. Se ordenó a los soldados que mantuvieran la neutralidad: evitar las hostilidades e internar a las tropas soviéticas o polacas que cruzaran la frontera. El 26 de agosto, una delegación polaca, encabezada por el coronel Mieczysław Mackiewicz, llegó a Kaunas para negociar la situación. Los polacos, carentes de autoridad para discutir cuestiones políticas, estaban preocupados por los aspectos militares. Solicitaron permiso para transportar tropas polacas a través del territorio de Lituania, querían acceder a una parte del ferrocarril San Petersburgo-Varsovia y exigieron que las tropas lituanas se retiraran de la región de Suwałki detrás de la Línea Curzon. Los lituanos se negaron a discutir asuntos militares sin una frontera política clara entre Polonia y Lituania, que sería respetada después de la guerra. Debido a estos desacuerdos fundamentales y los ataques polacos, las negociaciones se rompieron el 30 de agosto.
La región de Suwałki tuvo una importancia estratégica en la guerra polaco-soviética. Siguiendo las órdenes de Edward Rydz-Śmigły, las fuerzas polacas tomaron Augustów de manos de los lituanos en un ataque sorpresa el 28 de agosto. Confundidos y desorientados, los lituanos se retiraron de Suwałki y Sejny el 30 y 31 de agosto. Los lituanos se reorganizaron, reunieron a sus fuerzas (11 batallones con 7.000 soldados), y organizó un contraataque para recuperar el territorio perdido el 2 de septiembre. El objetivo era tomar y asegurar la línea Augustów- Lipsk - Grabowo - Grodno. Los lituanos lograron retomar Sejny y Lipsk y el 4 de septiembre llegaron a las afueras de Augustów. El 5 de septiembre, los polacos contraatacaron y obligaron a los lituanos a retirarse. El 9 de septiembre, las fuerzas polacas recuperaron Sejny,<  pero los lituanos retrocedieron y recuperaron Sejny y Giby el 13 y 14 de septiembre. A la espera de negociaciones directas, las hostilidades cesaron en ambos lados.

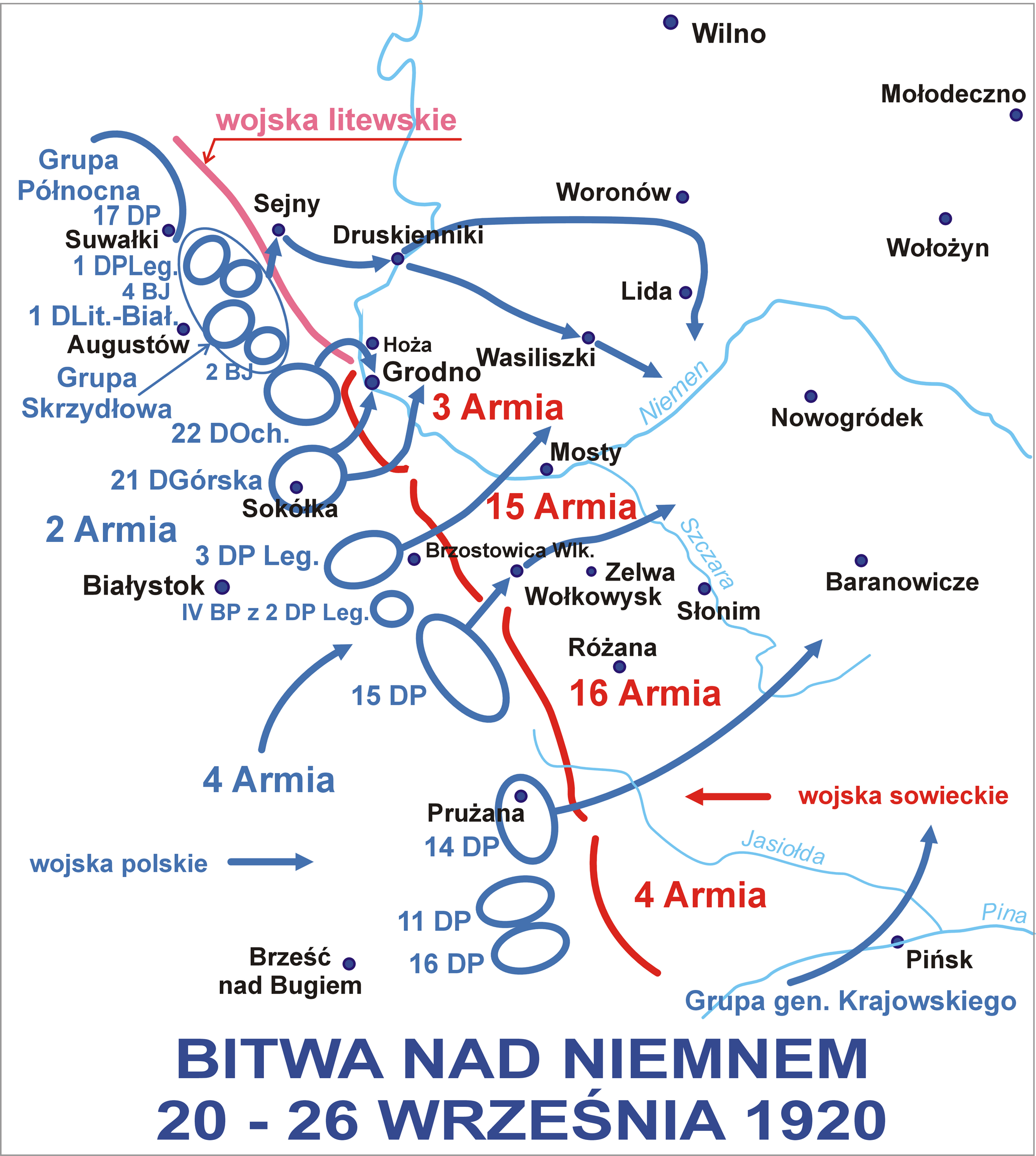
Mapa de la batalla del río Niemen : las fuerzas polacas maniobraron a través de la línea del frente lituana (en rosa) hasta la retaguardia de las tropas soviéticas

El 6 de septiembre, el ministro de Asuntos Exteriores de Lituania, Juozas Purickis, propuso negociaciones directas en Marijampolė. El 8 de septiembre, durante una reunión de planificación de la batalla del río Niemen, los polacos decidieron maniobrar a través del territorio lituano en la retaguardia del ejército soviético, estacionado en Grodno. En un intento de ocultar el ataque planeado, los diplomáticos polacos aceptaron la propuesta de negociar. Las negociaciones comenzaron el 16 de septiembre en Kalvarija, pero colapsaron solo dos días después.
El 5 de septiembre de 1920, el ministro de Relaciones Exteriores de Polonia, Eustachy Sapieha, entregó una nota diplomática a la Liga de las Naciones alegando que Lituania violó su neutralidad y pidió intervenir en la guerra polaco-lituana. La Liga accedió a mediar y comenzó su sesión el 16 de septiembre. La resolución, adoptada el 20 de septiembre, instó a ambos estados a cesar las hostilidades y adherirse a la Línea Curzon. Se pidió a Polonia que respetara la neutralidad lituana si la Rusia soviética aceptaba hacer lo mismo. Además, se enviaría una Comisión de Control especial a la zona de conflicto para supervisar la implementación de la resolución. Estaba claro que la Liga tenía solo un objetivo estrecho para prevenir las hostilidades armadas y no para resolver la disputa territorial subyacente. El gobierno lituano aceptó la resolución, pero Polonia se reservó plena libertad de acción en preparación para el ataque a los soviéticos.

### Batalla del río Niemen
El 22 de septiembre de 1920, Polonia atacó a las unidades lituanas en la región de Suwałki en un amplio frente. Abrumados por fuerzas polacas 4 o 5 veces mayores, unas 1.700 -2.000 tropas lituanas se rindieron y fueron hechas prisioneras.
Luego, las fuerzas polacas marcharon, como estaba previsto el 8 de septiembre, a través del río Neman cerca de Druskininkai y Merkinė hacia la retaguardia de las fuerzas soviéticas cerca de Grodno y Lida. El Ejército Rojo se retiró apresuradamente. Los lituanos habían tenido una advertencia de inteligencia limitada de que tal ataque podría ocurrir, pero eligieron una estrategia defensiva inadecuada y dispersaron sus fuerzas demasiado a lo largo de todo el frente polaco-lituano sin fuerzas suficientes para proteger los puentes a través del Neman. Este ataque, solo dos días después de la resolución de la Sociedad de Naciones de cesar las hostilidades, ejerció más presión sobre Polonia para resolver la disputa pacíficamente.
El 26 de septiembre, los polacos capturaron Grodno y el ministro de Asuntos Exteriores polaco propuso nuevas negociaciones en Suwałki. La batalla del río Niemen alteró drásticamente el equilibrio de poder: Vilnius, en manos lituanas desde el 26 de agosto, ahora estaba expuesta a un ataque polaco. De hecho, los polacos ya habían decidido capturar la ciudad y utilizaron las negociaciones en Suwałki para detener y ganar el tiempo necesario para hacer los preparativos. La parte lituana estaba dispuesta a ceder la región de Suwałki a cambio del reconocimiento de Polonia de las reclamaciones lituanas sobre Vilnius.

### Acuerdo de Suwałki

Líneas de demarcación seleccionadas entre Polonia y Lituania. La línea trazada por el Acuerdo de Suwałki está en amarillo; el borde final de entreguerras está en naranja.

Las negociaciones entre los polacos, encabezados por el coronel Mieczysław Mackiewicz, y los lituanos, encabezados por el general Maksimas Katche, comenzaron la noche del 29 de septiembre de 1920. Ambas partes acordaron un armisticio, pero solo al oeste del río Neman (la región de Suwałki). lucha al este del río continuó alrededor de Marcinkonys, Zervynos, Perloja, Eišiškės. El principal punto de controversia, tanto diplomático como militar, fue la estación de tren en Varėna (Orany) en el ferrocarril San Petersburgo-Varsovia. Las principales fuerzas lituanas todavía estaban concentradas en la región de Suwałki y moverlas para proteger Vilnius sin el ferrocarril sería extremadamente difícil. lucha al este del río Neman cesó solo el 6 de octubre, cuando las tropas polacas ya habían capturado la estación de tren en Varėna.
Las negociaciones sobre la línea de demarcación fueron difíciles. En esencia, los lituanos querían una línea de demarcación más larga para brindar una mejor protección a Vilnius. Los polacos acordaron solo una línea corta para proporcionar espacio para la operación del ataque planeado en Vilnius. La delegación polaca también se estaba demorando para ganar tiempo para los preparativos necesarios para un ataque a Vilnius. Si bien Vilnius no fue un tema de debate, estaba en la mente de todos. El 4 de octubre, la Comisión de Control, enviada por la Liga según su resolución del 20 de septiembre, llegó a Suwałki. La comisión, encabezada por el coronel francés Pierre Chardigny, revitalizó las negociaciones. El 7 de octubre, a la medianoche, se firmó el acuerdo final. El tratado no hizo ni una sola referencia a Vilnius o la región de Vilnius. El alto el fuego fue efectivo solo a lo largo de la línea de demarcación, que atravesaba la región de Suwałki hasta la estación de tren en Bastuny. Por lo tanto, la línea estaba incompleta, no protegía la región de Vilnius, pero indicaba que se dejaría en el lado lituano.

## Octubre-noviembre de 1920: luchas por la región de Vilnius

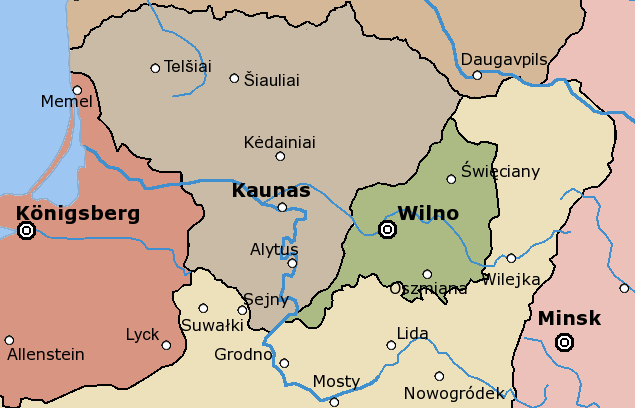
Mapa de la República de Lituania Central (en verde)

El jefe de Estado polaco, Józef Piłsudski, ordenó a su subordinado, el general Lucjan Żeligowski, organizar un motín con su 1.ª División lituano-bielorrusa (16 batallones con 14.000 soldados) en Lida y capturar Vilnius en hechos consumados. La rebelión tenía dos objetivos principales: capturar Vilnius y preservar la reputación internacional de Polonia. La Sociedad de Naciones estaba mediando en otras disputas polacas, en particular sobre la Ciudad Libre de Danzig y la Alta Silesia, y la agresión directa contra Lituania podría haber obstaculizado las posiciones de negociación polacas. Si bien la parte polaca consideró oficialmente que Żeligowski era un desertor y no lo apoyó, Polonia brindó apoyo logístico, incluidas municiones y raciones de alimentos, a sus unidades. Żeligowski también recibió refuerzos cuando, según la versión oficial, el motín se extendió aún más entre las tropas polacas. Su ataque inicial fue asegurado en ambos lados por dos ejércitos polacos.
El Motín de Żeligowski, en planificación desde mediados de septiembre, comenzó en la madrugada del 8 de octubre de 1920, solo unas horas después de la firma del Acuerdo de Suwałki. Se hizo un acuerdo provisional en la guerra polaco-soviética, que liberó unidades polacas para el ataque a Lituania. Como parte de la artimaña, Żeligowski escribió una nota al comando polaco anunciando su motín y expresando su decepción con el Acuerdo de Suwałki. Afirmó que sus tropas marcharon para defender el derecho a la autodeterminación de la población polaca local.

### Captura de Vilnius y otros ataques militares
Los lituanos no estaban preparados para el asalto. Solo tenían dos batallones, estacionados cerca de Jašiūnai y Rūdninkai a lo largo del río Merkys, protegiendo la ciudad de Polonia. Sus fuerzas principales todavía estaban en la región de Suwałki y al oeste de Druskininkai y Varėna. Sin el ferrocarril, las unidades lituanas no podrían redesplegarse fácilmente para proteger Vilnius. Después de que quedó claro que Żeligowski no se detendría en Vilnius, el comandante del ejército lituano Silvestras Žukauskas, quien recientemente había asumido el cargo el 6 de octubre, ordenó la evacuación de la ciudad en la tarde del 8 de octubre. Dejaron el administración de la ciudad al oficial de la Entente Constantin Reboul. Las primeras unidades polacas entraron en la ciudad alrededor de las 2:15 p. m. del 9 de octubre, Żeligowski entró en Vilnius por la tarde del mismo día. [lower-alpha 3] No reconoció la autoridad de Reboul y los funcionarios de la Entente abandonaron la ciudad en señal de protesta. El 12 de octubre, Żeligowski proclamó la independencia de la República de Lituania Central, con Vilnius como su capital. El nombre se alineaba con la visión de Piłsudski de la Lituania histórica, dividida en tres cantones: Lituania occidental habitada por lituanos con su capital en Kaunas, Lituania central habitada por polacos con su capital en Vilnius y Lituania oriental habitada por bielorrusos con su capital en Minsk. La Democracia Nacional Polaca, un partido opuesto a las ideas federalistas de Piłsudski, impidió el desarrollo de otros cantones.
Las unidades de Żeligowski continuaron avanzando: los territorios al este de la ciudad fueron tomados sin resistencia mientras que los lituanos defendían el oeste. Żeligowski tomó Švenčionys y Rūdiškės el 10 de octubre, Nemenčinė el 11 de octubre, Lentvaris el 13 de octubre, Rykantai el 15 de octubre. El frente se estabilizó un poco en el lado sur (izquierda) del río Neris, pero la lucha continuó en el norte ( derecha) lado de Neris. El 18 de octubre, el ejército lituano inició una contraofensiva fallida tratando de recuperar Vilnius. Cuando la caballería polaca maniobró hacia Riešė, supo de la población local la ubicación del mando de la 1.ª División de Fusileros. El 21 de octubre, la caballería asaltó el pueblo y tomó prisionero a todo el mando. Sin sus comandantes, los lituanos se retiraron y los polacos tomaron Maišiagala y Paberžė. Żeligowski en este punto ofreció negociaciones de paz pero fue rechazado por el comando lituano. El 26 de octubre, otra incursión de caballería capturó Dubingiai, Giedraičiai y Želva y amenazó a Ukmergė. Sin embargo, los lituanos contraatacaron y recuperaron Želva el 30 de octubre y Giedraičiai el 1 de noviembre. Por un tiempo, el frente se estabilizó.
El 17 de noviembre, los amotinados iniciaron un gran ataque. Planearon capturar Kaunas, amenazando así la independencia de Lituania, rodeando la ciudad desde el norte a través de Širvintos –Ukmergė– Jonava y Giedraičiai– Kavarskas – Kėdainiai. Las fuerzas de Żeligowski eran unas tres veces mayores: 15 batallones polacos contra 5 batallones lituanos. Una brigada de caballería logró atravesar las líneas de defensa lituanas cerca de Dubingiai, llegó a Kavarskas y continuó hacia Kėdainiai. Sin embargo, los lituanos detuvieron con éxito un ataque a Ukmergė cerca de Širvintos el 19 de noviembre. Unos 200 lituanos maniobraron a través de pantanos en la retaguardia de tres batallones polacos. Atacados por delante y por detrás, unos 200 polacos fueron hechos prisioneros mientras que otros se retiraron. Los lituanos continuaron atacando y capturaron Giedraičiai el 21 de noviembre. El mismo día, se firmó un alto el fuego bajo la presión de la Sociedad de Naciones. La brigada de caballería polaca, expulsada de Kėdainiai y aislada de sus fuerzas principales, se retiró a través de Ramygala - Troškūnai - Andrioniškis - Lėliūnai y se reunió con las otras unidades de Żeligowski solo el 24 de noviembre.

### Mediación y medidas diplomáticas
El 11 de octubre de 1920, el enviado lituano en París, Oscar Milosz, solicitó a la Sociedad de Naciones que interviniera en el renovado conflicto con Polonia. El 14 de octubre, el presidente de la Liga Léon Bourgeois emitió una nota condenando la agresión y pidiendo a las unidades polacas que se retiraran. Los políticos en Londres incluso consideraron expulsar a Polonia de la Liga. Cuando la Liga escuchó ambos argumentos del 26 al 28 de octubre, el enviado polaco Szymon Askenazy afirmó que no había conflicto entre Polonia y Lituania para mediar. Sostuvo que el antiguo conflicto terminó con la firma de altos el fuego con Lituania el 7 de octubre y con la Rusia soviética el 12 de octubre y que el nuevo conflicto fue provocado por Żeligowski, quien actuó sin la aprobación del mando polaco, pero con la moral apoyo de toda la nación polaca. enviado lituano Augustinas Voldemaras argumentó que Polonia orquestó el motín y exigió sanciones estrictas contra Polonia. La Liga se negó a validar la acción de Żeligowski. Sugirió realizar un plebiscito en las áreas en disputa. El 6 y 7 de noviembre, ambas partes acordaron y los lituanos comenzaron los trabajos preparatorios.
El 19 de noviembre, Żeligowski propuso a la Comisión de Control, encabezada por Chardigny, el cese de las hostilidades. Los lituanos estuvieron de acuerdo y se firmó un alto el fuego el 21 de noviembre. Más tarde, este episodio fue criticado por los comentaristas lituanos, ya que en ese momento el ejército lituano tenía la iniciativa en el frente y tenía la oportunidad de marchar sobre Vilnius. Sin embargo, los lituanos confiaban en que la Sociedad de Naciones resolvería la disputa a su favor y temían que, en caso de un ataque a Vilnius, llegarían fuerzas regulares polacas para reforzar las unidades de Żeligowski.
Las negociaciones para un armisticio más permanente, bajo la mediación de la Comisión de Control, comenzaron el 27 de noviembre en Kaunas. Lituania no accedió a negociar directamente con Żeligowski y así legitimar sus acciones. Por lo tanto, Polonia intervino como mediador. Lituania estuvo de acuerdo porque esperaba volver a poner las conversaciones en el contexto del Acuerdo de Suwałki. nLos polacos rechazaron cualquier retirada de las fuerzas de Żeligowski. No se pudo llegar a un acuerdo con respecto a una línea de demarcación. El 29 de noviembre de 1920 se acordó sólo el cese de hostilidades el 30 de noviembre, para encomendar a la Comisión de Control el establecimiento de un 6 km (3,7 mi) amplia zona neutral y para intercambiar prisioneros. La zona neutral existió hasta febrero de 1923.

## Secuelas

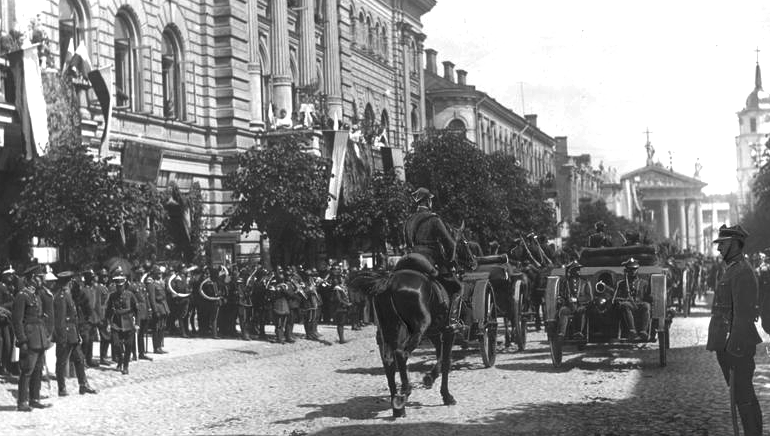
El ejército polaco celebra la incorporación de la región de Vilna en Polonia, 1922

En marzo de 1921 se abandonaron los planes de plebiscito. Ni Lituania, que temía un resultado negativo, ni Polonia, que no veía motivos para cambiar el statu quo, querían el plebiscito. Las partes no pudieron ponerse de acuerdo sobre qué territorio llevar a cabo la votación y cómo las fuerzas de Żeligowski deberían ser reemplazadas por las fuerzas de la Liga La Sociedad de Naciones luego pasó de tratar de resolver la estrecha disputa territorial en la región de Vilnius a dar forma a la relación fundamental entre Polonia y Lituania. En 1921, el belga Paul Hymans sugirió varios modelos de federación polaco-lituana, todos rechazados por ambas partes. En enero de 1922, las elecciones parlamentarias de la Dieta de Wilno ( Sejm wileński ) resultaron en una aplastante victoria polaca. En su primera sesión el 20 de febrero de 1922, la Dieta votó a favor de la incorporación a Polonia como Voivodato de Wilno. El polaco Sejm aceptó la resolución de la Dieta. La Sociedad de Naciones puso fin a sus esfuerzos para mediar en la disputa. Después de que los lituanos se apoderaran de la región de Klaipėda en enero de 1923, la Liga consideró el reconocimiento del interés lituano en Klaipėda como una compensación adecuada por la pérdida de Vilnius. La Liga aceptó el statu quo en febrero de 1923 al dividir la zona neutral y establecer una línea de demarcación, que fue reconocida en marzo de 1923 como la frontera oficial entre Polonia y Lituania. Lituania no reconoció esta frontera.
Algunos historiadores han afirmado que si Polonia no hubiera prevalecido en la guerra polaco-soviética, los soviéticos habrían invadido Lituania y nunca habría experimentado dos décadas de independencia. A pesar del Tratado soviético-lituano de 1920, Lituania estuvo muy cerca de ser invadida por los soviéticos en el verano de 1920 e incorporada por la fuerza a ese estado, y solo la victoria polaca descarriló ese plan.
La disputa sobre Vilnius siguió siendo uno de los mayores problemas de política exterior en Lituania y Polonia. Lituania rompió todas las relaciones diplomáticas con Polonia y rechazó cualquier acción que reconociera el control de Vilnius por parte de Polonia, incluso de facto. Por ejemplo, Lituania rompió relaciones diplomáticas con la Santa Sede después de que el Concordato de 1925 estableciera una provincia eclesiástica en Wilno y, por lo tanto, reconociera los reclamos de Polonia sobre la ciudad. Polonia se negó a reconocer formalmente la existencia de cualquier disputa con respecto a la región, ya que eso habría dado legitimidad a los reclamos lituanos. El tráfico ferroviario y las líneas de telégrafo no podían cruzar la frontera y el servicio de correo era complicado. Por ejemplo, una carta de Polonia a Lituania debía enviarse a un país neutral y volver a empaquetarse en un sobre nuevo para eliminar cualquier signo polaco y solo entonces podría entregarse a Lituania. A pesar de varios intentos de normalizar las relaciones, la situación de "ni guerra, ni paz", se prolongó hasta que Polonia exigió restablecer relaciones diplomáticas emitiendo el ultimátum de 1938. Estas tensiones fueron una de las razones por las que la federación Międzymorze de Józef Piłsudski nunca se formó. Los soviéticos entregaron Vilnius a Lituania después de la invasión soviética del este de Polonia en septiembre de 1939.